# Vasco Rossi
Vasco Rossi (Zocca, 7 de fevereiro de 1952) é um cantor e compositor italiano. Rossi já publicou, em seus mais de 25 anos de carreira, 21 álbuns e escreveu mais de 120 canções, além de várias letras e músicas para outros intérpretes.

## Biografia
Nasceu na província de Módena numa família de origens humildes. Desde criança foi inscrito em escolas de música, e já em 1966 entra em seu primeira banda, conhecida inicialmente como Killer, e depois alterada para Little Boys. Logo se mudou para Bolonha, onde se formou em Contabilidade e ingressou na faculdade de Economia e Comércio, até mudar de ideia e transferir-se para Pedagogia. Enquanto isso, para manter-se durante os estudos, inaugura uma discoteca na qual se apresenta como DJ e funda com alguns amigos a Punto Radio, uma das primeiras rádios livres italianas, na qual faz alguns programas.
Incentivado por amigos, lança em 1977 o primeiro LP, com o qual estoura nas rádios com os hit Jenny è pazza e Silvia, seguido do álbum, Ma cosa vuoi sia una cazone, lançado em 1978. Este é sucedido por Non siamo mica gli americani (1979), com a canção Albachiara, uma balada poética, considerada o grande sucesso do início da carreira. Com Colpa d'Alfredo, em 1980, passa a ser censurado pelas rádios graças à faixa-título na qual insere termos como "negro", "prostituta" e "vaca", mas isso só faz aumentar sua popularidade e o insere nos sucessos de âmbito nacional. Com uma apresentação ao vivo pela RAI no programa Domenica In, foi amplamente criticado pelo jornalista Nantas Salvalaggio, que chamou o cantor de alcoólatra e mau exemplo para os jovens.
Em 1981 lança o álbum Siamo solo noi. A canção que dá título ao CD é considerada como hino de sua geração. No ano seguinte, Vasco participa do Festival de Sanremo com a canção Vado al massimo, uma resposta a Salvalaggio, mas não consegue premiação. Em abril do mesmo ano lança o álbum Vado al massimo. Em 1983, com a canção Vita spericolata" tenta a sorte novamente em Sanremo, mas novamente fica mal colocado. Nesta apresentação, o desempenho de Vasco Rossi fica notório por ter interpretado a canção cambaleando como um bêbado. Segue o lançamento do CD Bollicine (1983), o seu sexto álbum em seis anos, e aquele que consagra o cantor como um ídolo das novas gerações e um ícone do rock italiano. A canção Bollicine vence o Festivalbar de 1983 e sua turnê faz sucesso.
Em 1984 Rossi lança sua primeira obra ao vivo: Va bene, va bene così. Em abril, após uma perseguição em Casalecchio onde se apresentara com sua banda, é preso com 26 gramas de cocaína. Após 22 dias de prisão na província de Pesaro, Vasco obtém liberdade provisória. A justiça condena Rossi a dois anos e oito meses de prisão com liberdade condicional por posse de drogas. Em 1985 se torna pai pela primeira vez e lança o álbum Cosa succede in città.
Após um período sem novas tribulações, em 1987 publica C'é chi dice no, seu nono álbum, e o crescente sucesso o faz buscar lugares mais amplos para as apresentações, e inicia sua temporada em estádios. Liberi liberi (1989) faz grande sucesso e abre as portas para o lançamento de uma compilação ao vivo (Fronte del palco, de 1990) e de dois concertos em 1990, um no Estádio San Siro, de Milão e outro no Estádio Flamínio, de Roma, eventos sem precendentes na Itália, e lançados em CD no álbum ao vivo Vasco Live 10.7.90 San Siro (1991).
Em 1993 tem seu segundo filho e lança o álbum Gli spari sopra, com o qual vence dez discos de platina, enquanto em 1994 Vasco dá aos inscritos em seu fã-clube oficial um CD contendo a inédita Senza parole. No ano seguinte, volta ao San Siro para um concerto duplo com Francesco De Gregori, cantor e compositor que sempre admirou. O Rock sotto l'assedio foi criado como resposta à guerra da Iugoslávia, mas Vasco promove a ocasião para a reflexão da guerra, e não como evento beneficente, o que faz muitos jornalistas criticarem o cantor por não ter repassado o lucro à causa iugoslava.
Nessun pericolo... per te (1996), Rock (1997) e Canzoni per me (1998) são álbuns que lançam Vasco Rossi ao sucesso total, em um período sem entraves pessoais. Em Canzoni per me, Vasco lança antigas canções escritas no início da carreira e nunca publicadas. Isso não o impede de vencer seu segundo Festivalbar, com L'una per te. No verão de 1998 aceita o convite da Heineken para um concerto em Ímola, e a noite é imortalizada no álbum ao vivo Rewind, de 1999. Poucos dias antes do início desta turnê, Massimo Riva, inseparável companheiro de Vasco, guitarrista da banda, e co-autor de várias músicas, morre por overdose.
2000 é o ano de lançamento de Una donna da sognare, uma homenagem a Patty Bravo, que colaborou no álbum com inúmeras músicas. Una donna da sognare também se torna o primeiro CD produzido por Vasco Rossi. Em 2001, é lançado Stupido hotel, e com a canção Siamo soli, vence seu terceiro Festivalbar. No ano seguinte lança Tracks, sua primeira coletânea com a EMI, com versões originais e remasterizadas, que culmina em seu terceiro concerto no San Siro, e do qual é retirado o vídeo Vasco a San Siro '03. Em 2004, seu álbum Buoni o cattivi é o mais vendido da Itália.
Em maio de 2005, a Universidade de Milão, confere a Vasco o título de doutor honoris causa de Ciências da Comunicação, e em setembro lança É solo un rock'n'roll show, DVD duplo. Em dezembro lança Buoni o cattivi live anthology 04.05, com CD duplo e DVD triplo, gravados durante a turnê de Buoni o cattivi em 2004 e 2005. No fim do ano, em Zocca, sua cidade natal, amigos de infância e a comunidade organizam um tributo a sua honra, com mostras fotográficas e celebrações de honra.

## Discografia oficial

### Álbuns
- (1978) Ma cosa vuoi che sia una canzone
- (1979) Non siamo mica gli americani
- (1980) Colpa d'Alfredo
- (1981) Siamo solo noi
- (1982) Vado al massimo
- (1983) Bollicine
- (1984) Va bene, va bene così
- (1985) Cosa succede in città
- (1987) C'é chi dice no
- (1989) Liberi liberi
- (1990) Fronte del palco
- (1990) 10.7.90 San Siro
- (1992) Gli spari sopra
- (1996) Nessun pericolo... per te
- (1998) Canzoni per me
- (1999) Rewind
- (2001) Stupido hotel
- (2004) Buoni o cattivi
- (2005) Buoni o cattivi live anthology 04.05
- (2008) Il mondo che vorrei
- (2009) Tracks 2 inediti e rarità
- (2011) Vivere o niente

### Singles
- (1977) Jenny/Silvia
- (1978) La nostra relazione
- (1979) Albachiara
- (1980) Non l'hai mica capito
- (1981) Voglio andare al mare'
- (1982) Vado al massimo
- (1982) Splendida giornata
- (1983) Vita spericolata
- (1987) Non mi va
- (1992) Gli spari sopra
- (1993) Delusa/Gli Spari Sopra
- (1996) Gli Angeli
- (1996) Praticamente Perfetto/Io Perderò
- (1999) Rewind
- (1999) La fine del millennio